# Parasovia
Parasovia là một chi bướm ngày thuộc họ Bướm nâu.